# Лаурейсен, Марти
Марта «Марти» Йоханна Петронелла Лаурейсен (нидерл. Martha "Marty" Johanna Petronella Laurijsen; род. 15 апреля 1954, Утрехт) — голландская гребная рулевая, выступавшая за сборную Нидерландов по академической гребле в середине 1980-х годов. Бронзовая призёрка летних Олимпийских игр в Лос-Анджелесе, победительница и призёрка многих регат национального значения.

## Биография
Марти Лаурейсен родилась 15 апреля 1954 года в Утрехте, Нидерланды. Занималась академической греблей в местном клубе «Орка».
Наибольшего успеха в своей спортивной карьере добилась в сезоне 1984 года, когда в составе гребной команды Нидерландов удостоилась права защищать честь страны на летних Олимпийских играх в Лос-Анджелесе. В составе экипажа, куда также вошли гребчихи Грет Хеллеманс, Николетте Хеллеманс, Марике ван Дрогенбрук, Харрит ван Эттековен, Линда Корнет, Каталин Нелиссен, Вильон Вандрагер и Анне-Мари Квист, в финале восьмёрок пришла к финишу третьей позади экипажей из Соединённых Штатов и Румынии — тем самым завоевала бронзовую олимпийскую медаль. Кроме того, стартовала в Лос-Анджелесе в рулевых четвёрках, но здесь попасть в число призёров не смогла — оказалась на финише пятой.
После лос-анджелесской Олимпиады Лаурейсен больше не показывала сколько-нибудь значимых результатов в академической гребле на международном уровне.